# Монтира (Од)
Монтира́ (фр. Montirat) — коммуна во Франции, находится в регионе Лангедок — Руссильон. Департамент коммуны — Од. Входит в состав кантона Капандю. Округ коммуны — Каркасон.
Код INSEE коммуны — 11248.

## Население
Население коммуны на 2008 год составляло 70 человек.
| 1962 | 1968 | 1975 | 1982 | 1990 | 1999 | 2008 |
| ---- | ---- | ---- | ---- | ---- | ---- | ---- |
| 79   | 88   | 77   | 41   | 49   | 60   | 70   |

## Экономика
В 2007 году среди 51 человека в трудоспособном возрасте (15—64 лет) 33 были экономически активными, 18 — неактивными (показатель активности — 64,7 %, в 1999 году было 82,5 %). Из 33 активных работали 31 человек (18 мужчин и 13 женщин), безработных было 2 (1 мужчина и 1 женщина). Среди 18 неактивных 5 человек были учениками или студентами, 5 — пенсионерами, 8 были неактивными по другим причинам.